# Маяно
Маяно (італ. Majano) — муніципалітет в Італії, у регіоні Фріулі-Венеція-Джулія, провінція Удіне.
Маяно розташоване на відстані близько 480 км на північ від Рима, 85 км на північний захід від Трієста, 19 км на північний захід від Удіне.
Населення — 5968 осіб (2014).
Щорічний фестиваль відбувається 29 червня. Покровитель — святий Петро e Paolo.

## Демографія
Населення за роками:

Станом на 1 січня 2023 року в муніципалітеті офіційно проживало 416 іноземців з 47 країн, серед них 186 громадян країн Євросоюзу та 25 громадян України.

## Уродженці
- Лоренцо Буффон (*1929) — відомий у минулому італійський футболіст, воротар, згодом — футбольний тренер.

## Сусідні муніципалітети
- Буя
- Коллоредо-ді-Монте-Альбано
- Форгарія-нель-Фріулі
- Озоппо
- Риве-д'Аркано
- Сан-Данієле-дель-Фріулі